# پاپرچمی‌ها
پاپرچمی‌ها (نام علمی: Anisoscelis) نام یک سرده از تیره برگ‌پایان است.
این سرده ۱۲ گونه دارد.